# Aproida
Aproida es un género de escarabajos  de la familia Chrysomelidae. En 1863 Pascoe describió el género. Contiene las siguientes especies:
- Aproida balyi Pascoe, 1863
- Aproida cribrata Lea, 1929
- Aproida monteithi Samuelson, 1989